# Schizogenius sulcifrons
Schizogenius sulcifrons är en skalbaggsart som beskrevs av Jules Putzeys. Schizogenius sulcifrons ingår i släktet Schizogenius och familjen jordlöpare. Inga underarter finns listade i Catalogue of Life.